# Гостьє
Гостьє (словац. Hostie) — село в окрузі Комарно Нітранського краю Словаччини. Площа села 28,17 км². Станом на 31 грудня 2015 року в селі проживало 1222 жителі. Протікає Гостянський потік.

## Історія
Перші згадки про село датуються 1332 роком.

## Населення
| Рік:            | 1994. | 2004.   | 2014.   | 2024.   |
| --------------- | ----- | ------- | ------- | ------- |
| Кількість осіб: | 1217  | 1222    | 1214    | 1186    |
| Різниця:        |       | +0,41 % | -0,65 % | -2,30 % |

| Рік:            | 2023. | 2024.   |
| --------------- | ----- | ------- |
| Кількість осіб: | 1192  | 1186    |
| Різниця:        |       | -0,50 % |